# اندایه مولامبا
اندایه مولامبا (انگلیسی: Ndaye Mulamba; ۴ نوامبر ۱۹۴۸ – ۲۶ ژانویهٔ ۲۰۱۹) بازیکن فوتبال اهل جمهوری دموکراتیک کنگو بود.
از باشگاه‌هایی که در آن بازی کرده‌است می‌توان به باشگاه فوتبال ویتا اشاره کرد.
وی همچنین در تیم ملی فوتبال زئیر بازی کرده‌است.